# Art Barr
Arthur Leon "Art" Barr (8 de octubre de 1966 – 23 de noviembre de 1994), conocido como The Intruder, The Juicer y Love Machine, fue un luchador profesional estadounidense. Luchó brevemente en la World Championship Wrestling (WCW) y en la Asistencia Asesoría y Administración (AAA), donde tuvo su mayor éxito.

## Carrera

### Pacific Northwest Wrestling
Después de dejar la educación secundaria, Barr empezó a trabajar en una acería durante el día mientras recibía entrenamiento para volverse luchador de su padre Sandy, su hermano mayor Jesse Barr y Matt Osborne de noche. El 2 de abril de 1987, Barr debutó en la Pacific Northwest Wrestling. Cerca de un año y medio más tarde, a sugerencia de Roddy Piper, empezó a luchar como Beetlejuice, basado en el personaje titular de la película de 1988. El personaje llevaba la cara pintada y harina en el pelo, era un caricaturesco favorito de los fanes.
Durante su estancia en la empresa, ganó el Campeonato en Parejas del Pacífico Noroeste de la NWA junto a Big Juice en dos ocasiones y su hermano, Jesse Barr una vez y en una ocasión ganó el Campeonato Televisivo del Pacífico Noroeste de la NWA.
Barr tuvo un encuentro sexual con una chica de 19 años después de un evento de la PNW el 16 de julio de 1989 en Pendelton, Oregón; la chica después presentó cargos por violación. Barr continuó luchando bajo el nombre de Beetlejuice, a pesar de los cargos y la atención puesta hacía él y la PNW por el diario Portland Oregonian. Un año después, Barr fue poligrafiado como parte de una investigación policíaca, durante la cual admitió que la relación sexual fue sin el consentimiento de la chica, pero que creyó que ella pudo haber estado dispuesta a tener sexo en otro lugar. Barr hizo un acuerdo con el fiscal y fue formalizado bajo los cargos de abuso sexual de primer grado. Recibió la multa de $1000 y fue puesto en dos años de probación, y sentenciado a 180 horas de trabajo comunitario, pero no fue a la cárcel. Barr siempre mantuvo que él pudo haber ganado el caso en la corte, pero le aconsejaron hacer el acuerdo ya que así evitaría la cárcel. También, de haber perdido, la mala publicidad hubiera dañado el negocio local de la lucha libre, alejando a los clientes.

### World Championship Wrestling (1990)
Después del juicio, la licencia de Barr para luchar en Oregón no fue renovada, debido a un arresto previo por posesión de cocaína que no discutió en la aplicación de su licencia. En esa misma instancia, una grabación de Barr como Beetlejuice fue enviada a las oficinas del presidente de la WCW Jim Herd. La WCW estaba a la par con la WWF en cuanto al sector demográfico adulto, pero estaba perdiendo al público infantil. Herd decidió contratar a Barr, incluso aunque el booker Ole Anderson pensó que Barr era demasiado pequeño en cuanto a tamaño para trabajar en la empresa. Barr se unió a la World Championship Wrestling en 1990 y fue renombrado como The Juicer para evitar problemas por copyright, pero reteniendo su personaje. La acusación de violación combinada con su pequeña estatura en una industria dominada por hombres grandes hizo que Barr perdiera apoyo y no tardó en ser liberado de su contrato.

### Consejo Mundial de Lucha Libre
Tras dejar la WCW, Barr fue invitado por Konnan a trabajar en la empresa mexicana Consejo Mundial de Lucha Libre (CMLL). Empezó a pelear enmascarado con el nombre de The American Love Machine, personaje que tuvo mucho éxito. Tras un año en la CMLL, American Love Machine se enfrentó a otro luchador enmascarado, Blue Panther, en una pelea de máscara vs. Máscara, en la cual el perdedor debía de quitarse la máscara. 18.000 seguidores fueron a ver el evento en la Arena México, en la Ciudad de México, que tenía 17.000 asientos, y otros 8.000 vieron la pelea a través de una pantalla en el estacionamiento. La pelea terminó cuando American Love Machine le realizó un martinete (piledriver) contra Blue Panther, un movimiento ilegal en la lucha libre mexicana, perdiendo tanto la lucha como su máscara vía descalificación.[cita requerida]

### Asistencia Asesoría y Administración
Poco después de dejar la empresa, Barr se unió a la recién formada promoción mexicana del Lic. Antonio Peña Herrada Asistencia Asesoría y Administración (AAA). Bajo el nombre de "Love Machine" Art Barr, pasó a ser un luchador heel, formando parte del equipo "La Pareja del Terror" junto a Eddie Guerrero. Juntos tuvieron un gran éxito, siendo el equipo más odiado del momento, además de ganar el Campeonato Mundial por Parejas de la AAA. Barr y Guerrero también formaron un stable con Konnan, Madonna's Boyfriend, Jake Roberts, Misterioso, Chicano Power y King Lion, siendo conocidos como Los Gringos Locos.
A pesar de la ovación y el éxito financiero que recibió, la época de Barr en México tuvo su precio, ya que él estaba nostalgico (su esposa e hijo se quedaban en Oregón mientras él trabajaba en México). Eventualmente, empezó a consumir alcohol y drogas por consuelo, a pesar de la preocupación de sus amigos en el negocio.
El 6 de noviembre de 1994, la AAA emitió el pay per view When Worlds Collide en el L.A. Sports Arena (con ayuda de la WCW). La Pareja del Terror se enfrentó a El Hijo del Santo y Octagón en una pelea de Cabellera vs. Máscara, la cual fue ovacionada como una de las luchas más grandes en PPV y recibió una calificación de 5 estrellas por parte de Dave Meltzer. Alrededor de ese momento, Barr y Guerrero estaban en negociaciones con la Extreme Championship Wrestling.
La Extreme Championship Wrestling estuvo muy interesada en contratar a Barr y Guerrero para que se enfrentaran al equipo de Public Enemy. Al mismo tiempo, la WWF, WCW y New Japan mostraron interés por el equipo.

## Muerte
El 23 de noviembre de 1994, Barr fue encontrado muerto, al lado de su hijo en su casa de Springfield, Oregón. Informes preliminares dijeron que falleció de una insuficiencia cardíaca, pero informes posteriores revelaron que murió bajo circunstancias desconocidas. Barr no había tenido problemas de corazón, aneurismas o hemorragia interna y ninguna lesión provocada por luchar. En su sangre se detectó una mezcla de alcohol y drogas. Eddie Guerrero era su mejor amigo alrededor de esta época. Aunque el libro de Guerrero dice que la muerte de Barr es aún desconocida hasta la fecha, Hardcore History por Scott E. Williams, reportero de crímenes y columnista de lucha libre para The Galveston County Daily News, declara que "Barr falleció en su siesta de un ataque cardíaco vinculado con la droga."

## Vida personal
De acuerdo a las declaraciones de Eddie Guerrero, cuando empezaron usar la Frog Splash, fue bajo el nombre de "Jackknife Splash". A Barr le gustó el movimiento y lo adoptó como finisher.
2 Cold Scorpio le comentó una vez que parecía una rana cuando lo usaba, por lo que la llamó Frog Splash. Como tributo a su amigo, Eddie Guerrero adoptó el finisher de Barr como propio. Desde entonces, ha sido uno de los movimientos más usados en México y los Estados Unidos.

## Campeonatos y logros
- Asistencia Asesoría y Administración
  - AAA World Tag Team Championship (1 vez) - con Eddie Guerrero[7]
  - Salón de la Fama AAA (2017)

- International Wrestling All-Stars
  - IWAS Tag Team Championship (1 vez) - con Eddie Guerrero

- Pacific Northwest Wrestling
  - NWA Pacific Northwest Tag Team Championship (3 veces) - con Big Juice (2) y Jesse Barr (1)[3]
  - NWA Pacific Northwest Television Championship (1 vez)[4]

- Pro Wrestling Illustrated
  - Situado en el N°114 dentro de los mejores 500 luchadores de la historia - PWI Years, 2003.[8]
  - Situado en el N°18 dentro de los mejores 100 equipos de la historia - con Eddie Guerrero; PWI Years, 2003.[9]

- Wrestling Observer Newsletter
  - 5 Star Match (1994) con Eddy Guerrero vs. El Hijo del Santo y Octagón (AAA When Worlds Collide, 6 de noviembre de 1994: Hair vs. Masks match)
  - WON Mejor Heel (1994)
  - WON Feudo del año (1994) - con Eddie Guerrero vs. El Hijo del Santo y Octagón
  - WON Equipo del año (1994) - con Eddie Guerrero